# アンドリュー・ランボー
アンドリュー・フランシス・ランボー（Andrew Francis Lambo, 1988年8月11日 - ）は、アメリカ合衆国・カリフォルニア州ニューベリーパーク出身のプロ野球選手（外野手）。左投左打。2017年現在は独立リーグ・アトランティックリーグのブリッジポート・ブルーフィッシュに所属。

## 経歴

### プロ入りとドジャース傘下時代
2007年のMLBドラフト4巡目（全体146位）でロサンゼルス・ドジャースから指名され、プロ入り。
2009年にはAA級チャタヌーガ・ルックアウツでプレーし、サザンリーグのオールスターゲームに出場した。
2010年5月1日に禁止薬物違反として50試合の出場停止処分を受けた。

### パイレーツ時代
2010年7月31日にオクタビオ・ドーテルとのトレードで、ジェームズ・マクドナルドと共にピッツバーグ・パイレーツへ移籍した。
2012年は手首の故障でほとんどの試合を欠場した。
2013年AA級アルトゥーナ・カーブでプレーし、4月8日の試合ではサイクル安打を達成した。
8月12日にメジャー初昇格し、翌13日のセントルイス・カージナルス戦でメジャーデビューした。
2015年も開幕から25人枠に入ったが、5月6日に左足底筋膜炎で15日間の故障者リスト入り、6月26日には60日間の故障者リストに移行しそのままシーズンを終え、20試合の出場に留まった。

### アスレチックス時代
2015年11月6日にウェイバー公示を経てオークランド・アスレチックスへ移籍した。
2016年は開幕からマイナー・オプションでAAA級ナッシュビル・サウンズに配属された。4月4日にメジャー昇格したが、4月7日の1試合1打席の出場に留まり、4月8日にAAA級ナッシュビルに降格した。6月に精巣腫瘍の手術を受け、7月4日に60日間の故障者リスト入りとなった。10月6日に40人枠から外れた。
2017年5月15日に解雇となる。6月6日に独立リーグ・アトランティックリーグのブリッジポート・ブルーフィッシュと契約。

## 詳細情報

### 年度別打撃成績
| 年 度     | 球 団     | 試 合 | 打 席 | 打 数 | 得 点 | 安 打 | 二 塁 打 | 三 塁 打 | 本 塁 打 | 塁 打 | 打 点 | 盗 塁 | 盗 塁 死 | 犠 打 | 犠 飛 | 四 球 | 敬 遠 | 死 球 | 三 振 | 併 殺 打 | 打 率 | 出 塁 率 | 長 打 率 | O P S |
| --------- | --------- | ----- | ----- | ----- | ----- | ----- | -------- | -------- | -------- | ----- | ----- | ----- | -------- | ----- | ----- | ----- | ----- | ----- | ----- | -------- | ----- | -------- | -------- | ----- |
| 2013      | PIT       | 18    | 33    | 30    | 4     | 7     | 2        | 0        | 1        | 12    | 2     | 0     | 1        | 0     | 0     | 3     | 0     | 0     | 11    | 0        | .233  | .303     | .400     | .703  |
| 2014      | PIT       | 21    | 39    | 39    | 3     | 10    | 4        | 0        | 0        | 14    | 1     | 0     | 0        | 0     | 0     | 0     | 0     | 0     | 8     | 2        | .256  | .256     | .359     | .615  |
| 2015      | PIT       | 20    | 27    | 25    | 1     | 1     | 1        | 0        | 0        | 2     | 0     | 0     | 0        | 0     | 0     | 2     | 0     | 0     | 8     | 0        | .040  | .111     | .080     | .191  |
| 2016      | OAK       | 1     | 1     | 1     | 0     | 0     | 0        | 0        | 0        | 0     | 0     | 0     | 0        | 0     | 0     | 0     | 0     | 0     | 0     | 0        | .000  | .000     | .000     | .000  |
| 通算：4年 | 通算：4年 | 60    | 100   | 95    | 8     | 18    | 7        | 0        | 1        | 28    | 3     | 0     | 1        | 0     | 0     | 5     | 0     | 0     | 27    | 2        | .189  | .230     | .295     | .525  |

- 2016年度シーズン終了時

### 背番号
- 57 (2013年 - 2014年)
- 15 (2015年 - 2016年)